# Серза
Серза (фр. Cerzat) је насеље и општина у централној Француској у региону Оверња, у департману Горња Лоара која припада префектури Бријуд.
По подацима из 2011. године у општини је живело 197 становника, а густина насељености је износила 18,92 становника/km². Општина се простире на површини од 10,41 km². Налази се на средњој надморској висини од 600 метара (максималној 747 m, а минималној 475 m).

## Демографија
| 1962. | 1968. | 1975. | 1982. | 1990. | 1999. | 2011. |
| ----- | ----- | ----- | ----- | ----- | ----- | ----- |
| 212   | 226   | 186   | 184   | 193   | 197   | 197   |

График промене броја становника у току последњих година